# Mina El Chino
La mina [El] Chino (en inglés: Chino Mine, usando el término «Chino» en español), también conocida como mina de Santa Rita, es una mina a cielo abierto de cobre de Estados Unidos ubicada en la localidad de Santa Rita, Nuevo México, a unos 24 km al este de Silver City.

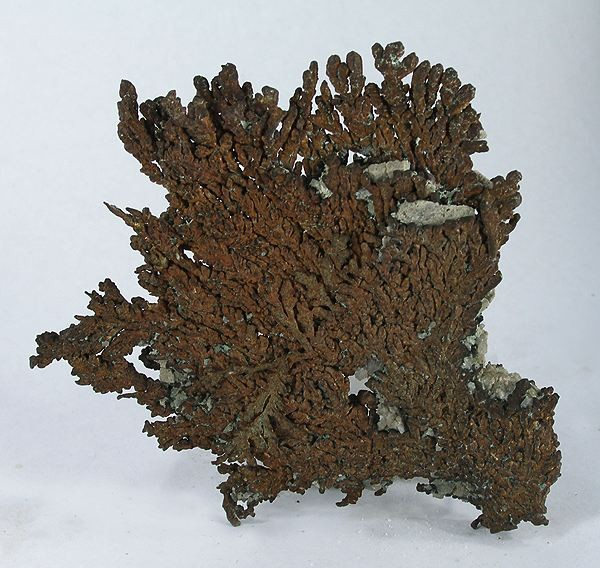
Cobre nativo de Chino (tamaño: 11,2 x 9,3 x 0,4 cm)

La enorme mina a cielo abierto fue una vez el agujero más grande del mundo, pero ha sido superado por la mina chilena de Chuquicamata, y es quizás el sitio minero más antiguo que se sigue utilizando en el suroeste de Estados Unidos. Es la tercera mina a cielo abierto en explotación de cobre más antigua en el mundo después de la mina del cañón de Bingham y de la de Chuquicamata. La zona donde se encuentra la mina está a una altitud media de 1.737 m.
Apaches, españoles, mexicanos y estadounidenses han obtenido cobre nativo y mineral de cobre en este lugar, una vez conocido como mina de Santa Rita, y desde el siglo XIX, con una mina de túnel. La actual explotación a cielo abierto se inició en 1909, dirigida por los ingenieros de minas John M. Sully y Spencer Penrose para la Chino Copper Company, y actualmente es propiedad y está operada por filiales de Freeport-McMoRan Copper & Gold.
En 1911, en las cercanías de Hurley, se construyó un molino para procesar el mineral de cobre de baja ley, pero fue reemplazado por una nueva (actual) planta concentradora en Ivanhoe en 1982. Las operaciones de molido se reiniciaron recientemente (enero de 2004) en el Concentrador Chino, después de una pausa de tres años como resultado de los bajos precios del cobre. Las explotaciones SX/EW se iniciaron en 1988 y han funcionado continuamente desde entonces. Las reservas de mineral de cobre en Chino se espera que duren hasta 2015.
En 1939 también se construyó un horno de fundición en Hurley, que fue modernizado en 1985 para aumentar la capacidad y lograr el cumplimiento de la Clean Air Act (ley de Aire Limpio). En 2005 se cerró  la fundición definitivamente.
El 3 de diciembre de 2008, la compañía matriz de la mina El Chino, Freeport-McMoRan, anunció que planeaba suspender las actividades de extracción y tratamiento en Chino, pero que continuarán las actividades de recuperación y la producción de cobre de su planta de procesamiento SX-EW (extracción líquido-líquido y electrodeposición, por las iniciales en inglés de solvent extraction and electrowinning). Alrededor de 600 personas de la entonces plantilla de 830 empleados fueron despedidos en febrero de 2009.
Freeport-McMoRan anunció en octubre de 2010 que reiniciaría las operaciones en la mina para elevar la producción, hasta lograr la tasa de extracción y tratamiento planificadas para el año 2013. También están planeando una inversión de $ 150 millones en remodelaciones y nuevos equipos.

## Historia
Se cree que un indio apache habría mostrado al oficial español de Julimes José Manuel Carrasco, el sitio del yacimiento de Chino en 1800. Carrasco reconoció los ricos yacimientos de cobre y comenzó la minería, pero carecía de la experiencia necesaria para explotar el cobre. En 1804 vendió la mina de Santa Rita del Cobre, como la había llamado, a Francisco Manuel de EIguead, que importó convictos para trabajar la mina y construir el fuerte de Santa Rita (presidio) para albergar a la guarnición y proteger la mina de los apaches. Los mineros enviaban desde allí recuas de mulas cargadas con cobre para Chihuahua. Los estadounidenses Sylvester Pattie, James Kirker y Robert McKnight gestionaron la mina en los años 1820 y 1830.
Santa Rita se encuentra en el corazón del país de los apaches y la mina fue atacada por éstos en innumerables ocasiones. Los historiadores a menudo declaran que en Santa Rita John Johnson llevó a cabo una masacre infame de apaches en la primavera de 1837, aunque es más probable que el incidente tuviera lugar más al sur, cerca de las sierra de las Ánimas. El ataque de Johnson incitó más bien que intimidó a los apaches. Mangas Coloradas y sus seguidores fueron especialmente amenazadores. Veintidós tramperos fueron asesinados cerca de la mina y fueron cortados los suministros en 1838. Los 300 o 400 habitantes de Santa Rita huyeron hacia el sur, hacia el presidio de Janos, a 240 km de distancia, pero los apaches los mataron a casi todos en ruta. En 1848 el Tratado de Guadalupe Hidalgo, supuso la cesión del territorio a EE. UU. Santa Rita fue solo ocasionalmente explotada hasta 1873, cuando el jefe apache Cochise firmó un acuerdo de paz con los EE. UU. y la mina fue reabierta. Las incursiones apaches en el área continuaron hasta 1886, cuando se rindió Gerónimo.